# Barú (vulcão)
O Vulcão Barú (em castelhano:  Vulcán Barú ou Volcán de Chiriquí) é a mais alta montanha do Panamá, atingindo a altitude de 3474 m, e o vulcão mais alto do extremo sul da América do Norte. Fica a cerca de 35 km da fronteira Costa Rica-Panamá. Fica na Cordilheira de Talamanca, um pouco a sul da Divisória Continental da América do Norte, na parte ocidental da província de Chiriquí.
Devido à sua altitude, em dias de boa visibilidade pode do cume do Barú observar-se tanto o oceano Pacífico como o mar das Caraíbas. A sua última erupção terá ocorrido em meados do século XVI.

## Imagens

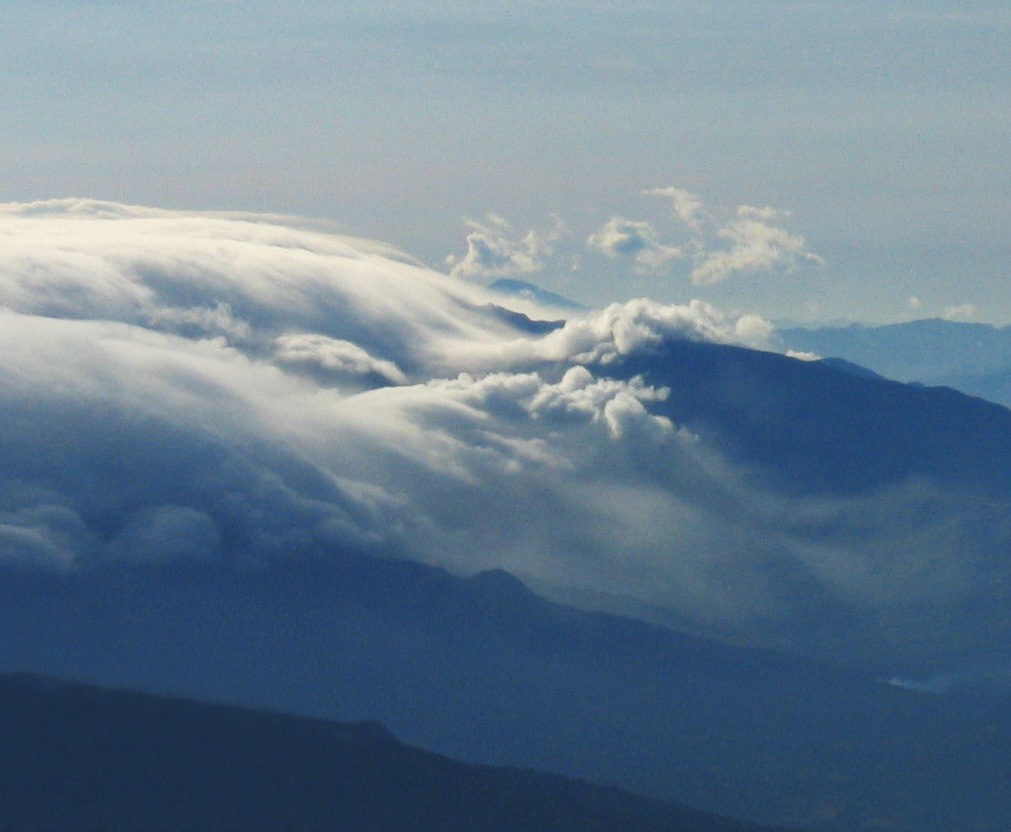
Nuvens do topo do Barú.
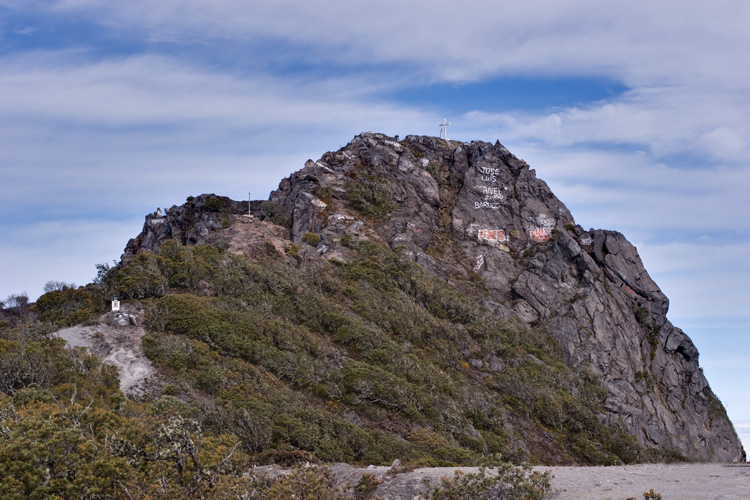
Volcán Barú - cume.
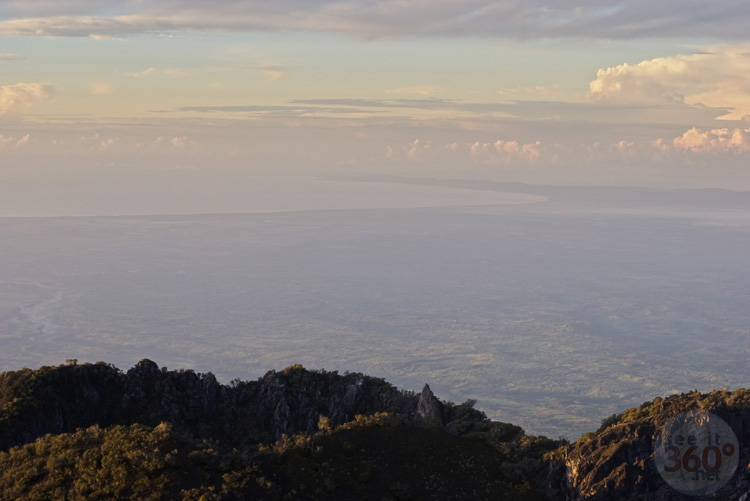
O oceano Pacífico e a península de Burica vistos do cume do vulcão.